# Komisja Zbrojeń Konwencjonalnych ONZ
Komisja Zbrojeń Konwencjonalnych ONZ (ang. United Nations Commission on Conventional Armaments) - organ pomocniczy Organizacji Narodów Zjednoczonych, powołana rezolucją Rady Bezpieczeństwa nr 18 w dniu 13 lutego 1947.
Celem komisji było znalezienie sposobów na zmniejszenie wielkości uzbrojenia niejądrowego na całym świecie
W 1950 r. Związek Radziecki odmówił współpracy z przedstawicielami Kuomintangu w Komisji, co skutecznie sparaliżowało działania tego organu. Została formalnie rozwiązana rezolucją Rady Bezpieczeństwa nr 97 w 1952 roku.